# 吳仁裕
吳仁裕（韓語：오인유；？—？）是高麗重臣，朝鮮海州吳氏之祖。他是宋朝學士，在高麗成宗時東渡高麗，被任命為檢校軍器監，後在黃海道海州定居，呉仁裕的子孫從此以海州為本貫。
高麗睿宗時代討伐女真人的武将吳延寵（吏部尚書・門下侍中平章事）是他6世孫。
1987年4月12日、京畿道龍仁市處仁区的吳仁裕彰顯碑建立，高約2米，題為高麗軍器監監海州吳公仁裕紀念碑。

## 外部連結
- . 韓國學中央硏究院.[永久]
- . 斗山世界大百科.
- . 韓國學中央硏究院.   [2016-11-20]. （原始内容存档于2016-10-22）.